# Богородицкое (Добровский район)
Богоро́дицкое — село Панинского сельсовета Добровского района Липецкой области. Расположено на правом берегу реки Воронежа при впадении в него ручья Мартынчик. 
По документам известно с 1627—1628 годов. Богородицкое и центр района село Доброе разделяют 2,5 километра по Чаплыгинскому шоссе. Богородицкое находится на границе с центром поселения селом Панино. В 1862 году во владельческом селе насчитывался 101 дворов с 784 жителями (408 мужского пола и 376 женского). В 1864 году на средства прихожан была построена каменная церковь с теплой трапезной с двумя престолами: главный — Успения пресвятой Богородицы и предельный — св. мучен. Параскевы (). В 1911 году в 170 дворах насчитывалось 1139 человек населения (539 мужского и 600 женского пола), в селе имелась церковно-приходская школа. 

## Население
| 2010 |
| ---- |
| 337  |

## Примечание
1. 1 2  Всероссийская перепись населения 2010 года. Численность и размещение населения Липецкой области
2. ↑  Прохоров В.А. Липецкая топонимия. — Воронеж: Центрально-Чернозёмное книжное издательство, 1981. — С. 28. — 160 с.
3. ↑  Список населенных мест по сведениям 1862 года / А. Артемьев. — СПб.: Центральный статистический комитет министерства внутренних дел, 1866. — Т. XLII Тамбовская губерния. — С. 89. — 186 с.
4. 1 2  Историко-статистическое описание Тамбовской епархии / под ред. А. Е. Андриевского.. — Тамбов: изд. канц. Тамб. Духов. Консистории, 1911. — С. 512. — 909 с.